# Little Planet

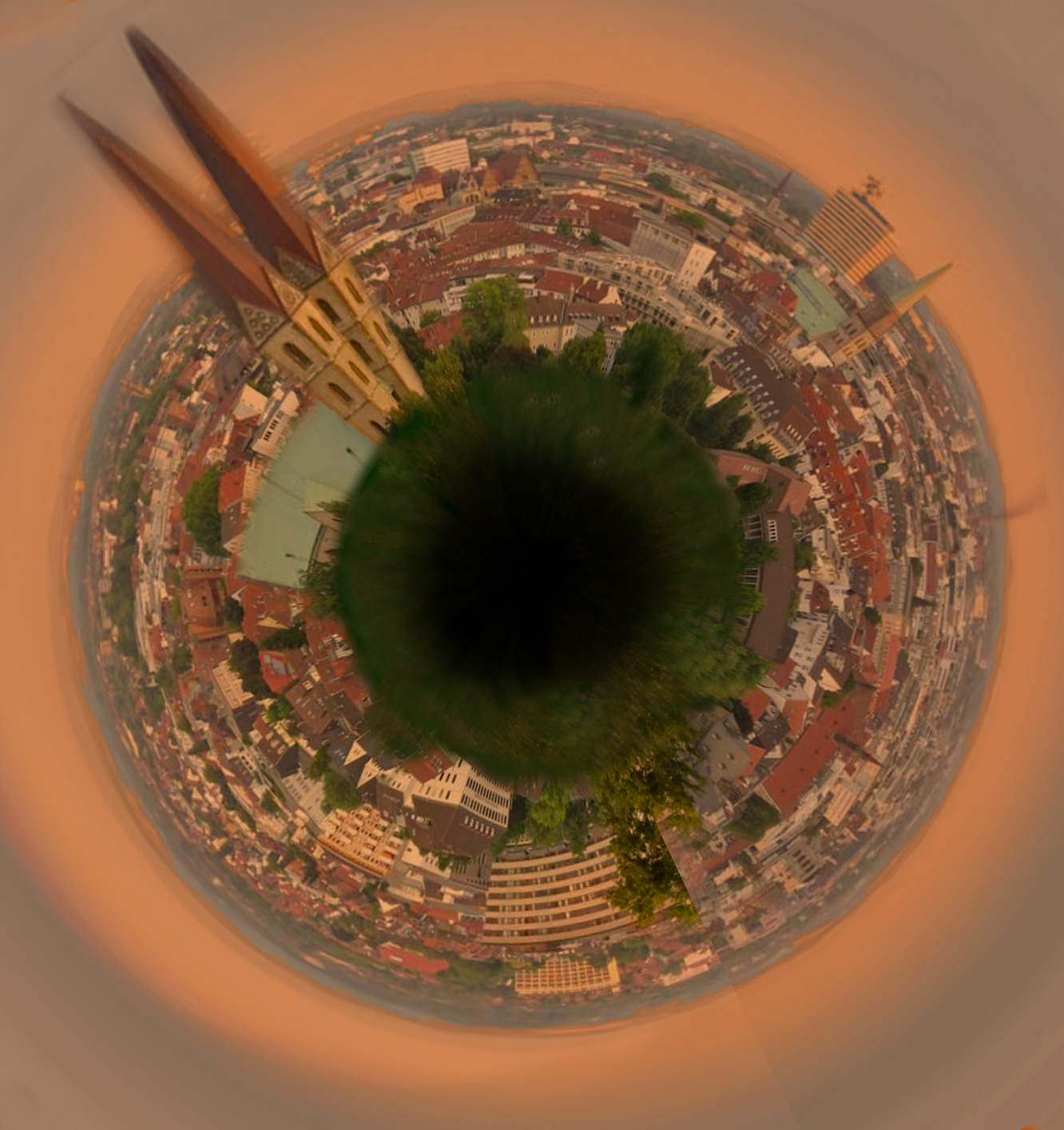
Panorama von Bielefeld als Little-Planet-Bild umgerechnet

Little Planet (engl. für kleiner Planet), manchmal auch Tiny World (engl. für winzige Welt), ist die Bezeichnung für eine Bildbearbeitungstechnik, die aus einem einzelnen Foto, einem Flächen- oder einem Kugelpanorama eine Verzerrung herstellt, indem die Bildebene auf eine Kugelfläche stereografisch projiziert wird. Das Ergebnis dieser Verzerrung lässt die Szenerie klein, oft niedlich erscheinen. Durch das Projektionsverfahren schrumpft der Boden auf eine kleine runde Fläche zusammen, umgeben rundum von Himmel. Solche Little-Planet-Fotografien erinnern an die Sicht von Raumfahrern auf die Erde. Die typische Anwendung von Little Planet-Fotografien sind Landschafts- und Stadtpanoramen sowie Panoramen mit markanten Bauwerken.
Für Little Planet gibt es keinen äquivalenten Begriff im deutschen Sprachraum.

## Aufnahmetechnik und Projektionsverfahren

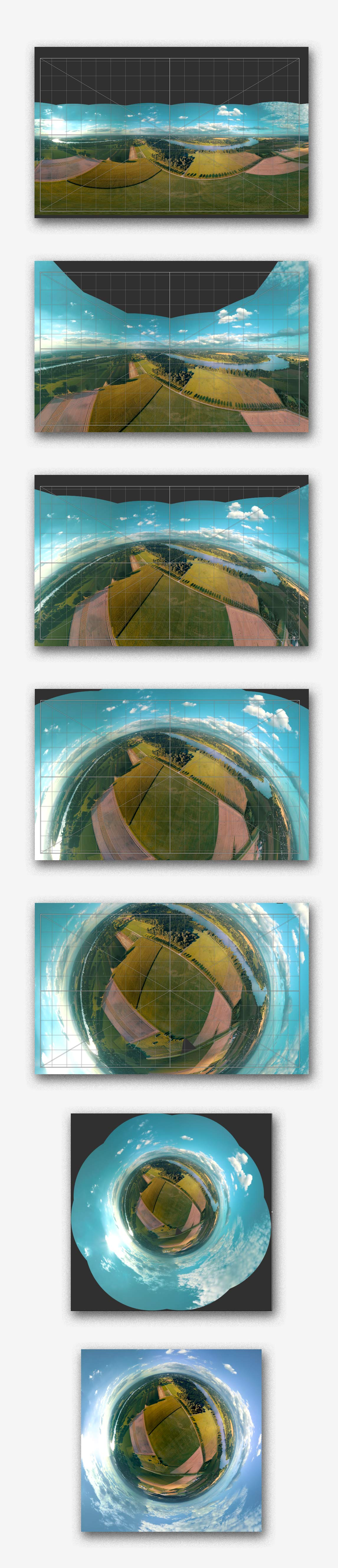
Herstellung eines Little Planet Panoramas

Vorrichtung zum Erstellen eines Panoramas, aus dem dann ein Little Planet erzeugt wird

Ein Little-Planet wird technisch durch Stitching-Verfahren (englisch stitch „nähen“, „heften“) erzeugt. Da der Blickwinkel eines einzelnen Fotos oftmals nicht ausreicht, die gewünschte Wirkung zu erzielen, wird ein Motiv in mehreren Einzelaufnahmen fotografiert. Idealerweise werden sämtliche Blickwinkel von 360° horizontal und 180° vertikal erfasst und zu einer großformatigen Aufnahme (Kugelpanorama) zusammengesetzt. Es können auch Flächenpanoramen mit einem Blickwinkel von 360° horizontal und einem eingeschränkten vertikalen Blickwinkel (ca. 100°) verwendet werden,  dann aber fehlen Teile im Himmel (Zenit) oder Teile des Bodens (Nadir). Ein VR-System bestehend aus Stativ, Nivellierer, Rotator, Panoramakopf und Dosenlibelle (umgangssprachlich auch Nodalpunktadapter genannt) ermöglicht das Erstellen der erforderlichen Einzelaufnahmen, indem sich die Kamera um das Zentrum der Eintrittspupille des Objektives zur Vermeidung der Parallaxenverschiebung zwischen Vorder- und Hintergrund dreht und ggf. schwenkt.
Aus mehreren Einzelaufnahmen ein Panoramabild zu erstellen ist in klassischen Fotobearbeitungsprogrammen mit viel Handarbeit verbunden. Spezielle Programme für die Panoramafotografie (Stitcher) sortieren die Einzelaufnahmen, nähen sie in den Überlappungsbereichen zusammen, gleichen Parallaxenfehler als auch Farb- und Helligkeitsabweichungen weitgehend aus und erstellen im Anschluss aus dem Panoramabild einen Little Planet. Bei sorgsamer Arbeit sind keinerlei Nahtstellen ersichtlich. Ein ähnliches, aber selten pixelgenaues Verfahren, bieten Bildbearbeitungsprogramme an. Hier wird die Bildvorlage mit dem Filter Polarkoordinaten-Transformation (oder einer ähnlichen Filter-Bezeichnung) dahingehend verformt, dass die rechte Bildseite mit der linken Bildseite zusammenstößt. Der Schnittpunkt muss dann noch meist retuschiert werden. Es gibt etwa seit dem Jahr 2015 Apps, die mithilfe dieser Technik aus digitalen Fotos einen Little Planet erzeugen.
In der Bildsequenz rechts ist der typische Arbeitsablauf beim Erstellen eines Little Planet Panoramas zu sehen. Die Mathematik dahinter ist die stereographische Projektion. Mit dieser Technik lässt sich auch der umgekehrte Effekt erzielen, der im Englischen Tube (Röhre) oder Mouse Hole (Mäuseloch) genannt wird. Dabei zieht man in der Software den Himmel zu einem Loch in der Mitte zusammen und vernäht den kleinen Planeten darum herum.

## Beispiele

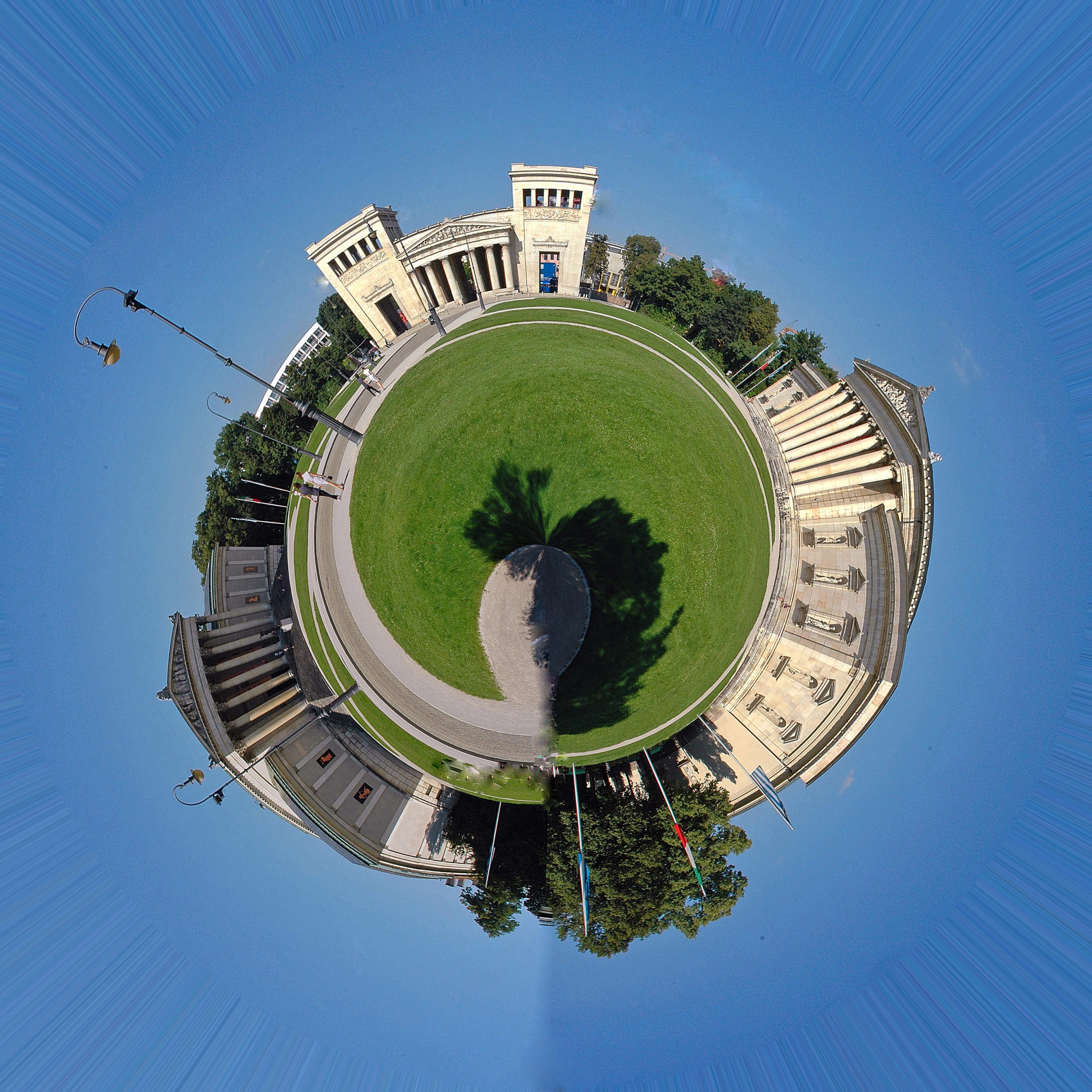
Königsplatz (München)
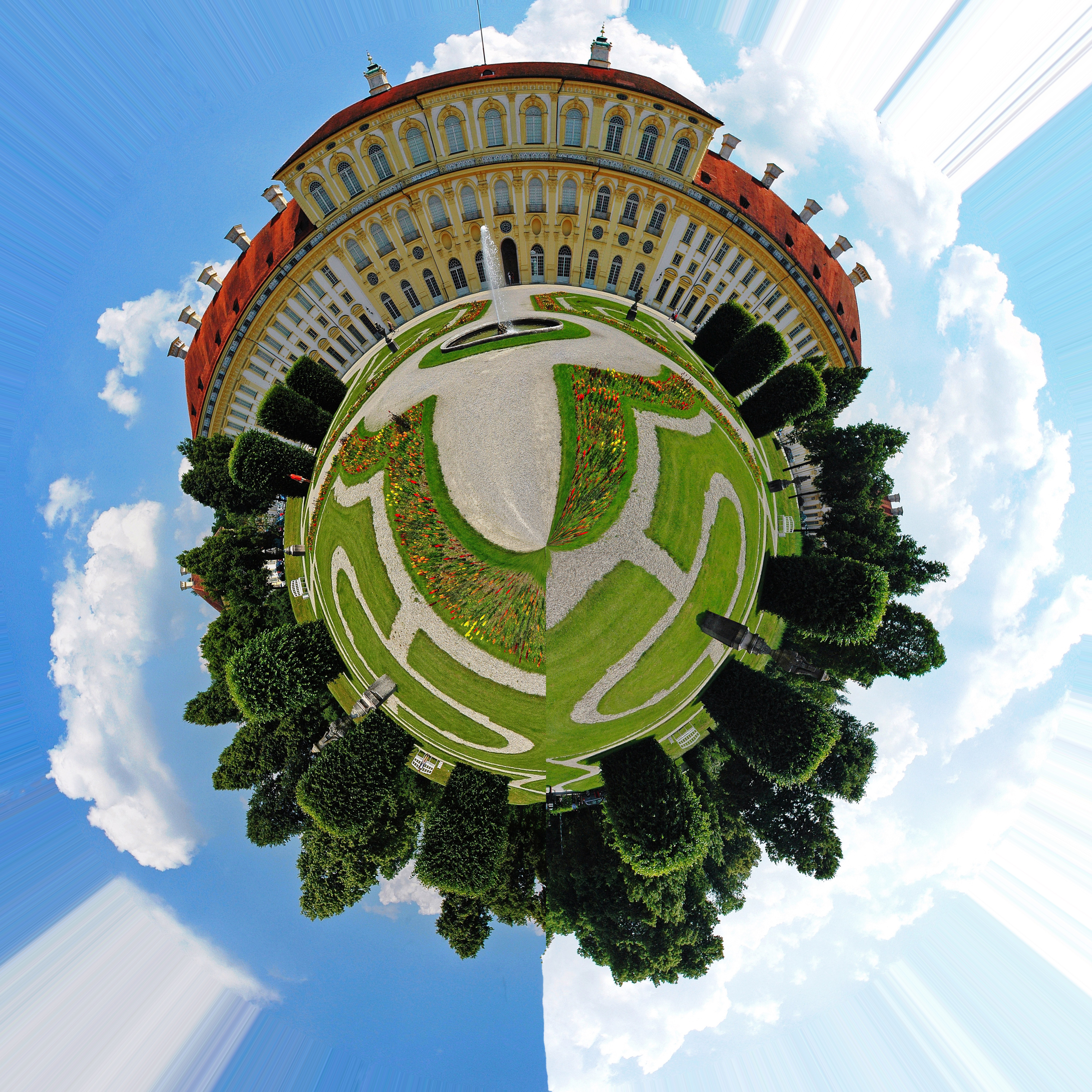
Schloss Schleissheim (Frontseite)
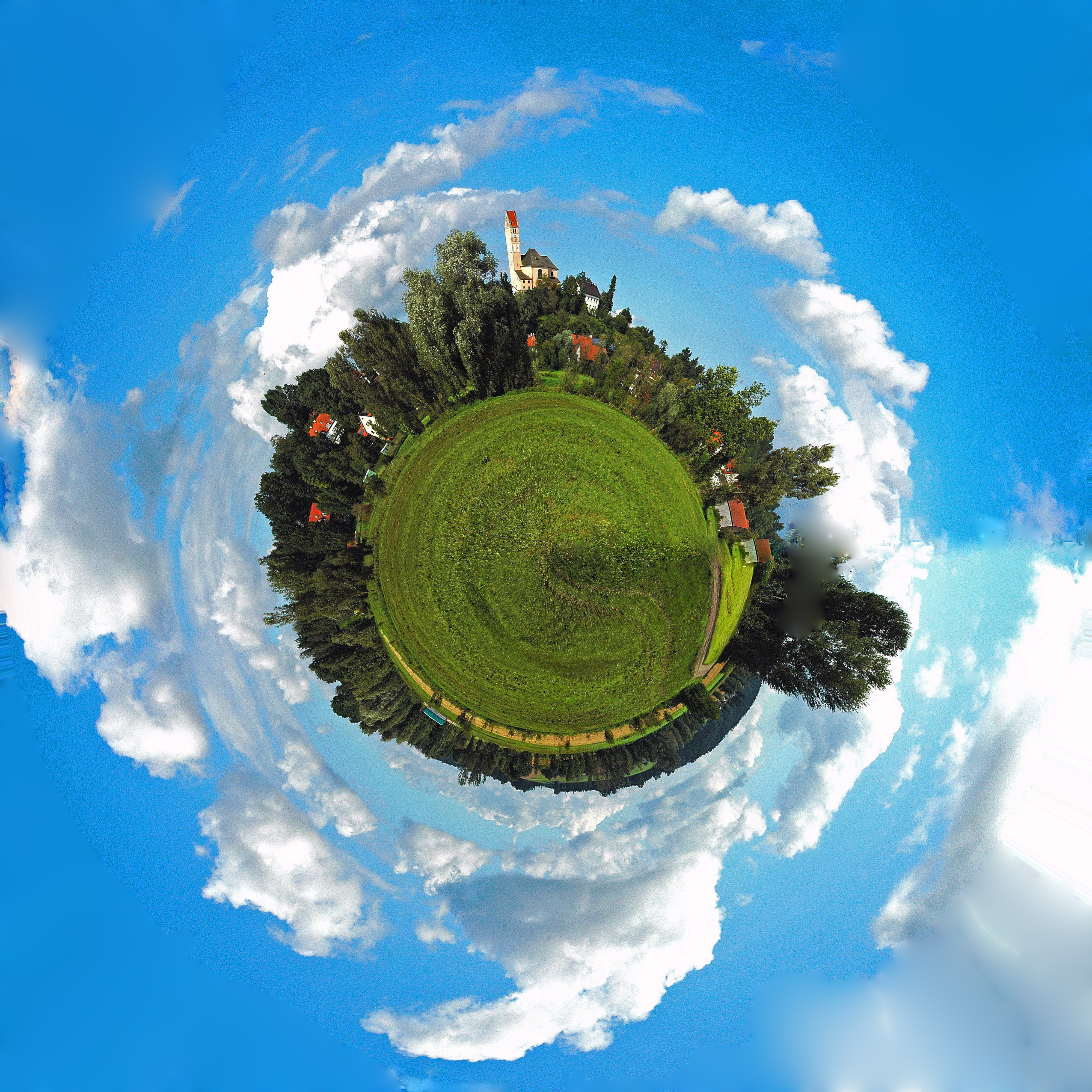
Bergkirchen (Landkreis Dachau)